# Oasis de protection du réservoir artificiel et du parc Cillarese
L'oasis de protection du réservoir artificiel et du parc Cillarese (en italien : Oasi di protezione dell'invaso artificiale e del parco del Cillarese) est une réserve naturelle créée dans les Pouilles en 1992 au nord-ouest de Brindisi, dans la Province de Brindisi,.

## Historique

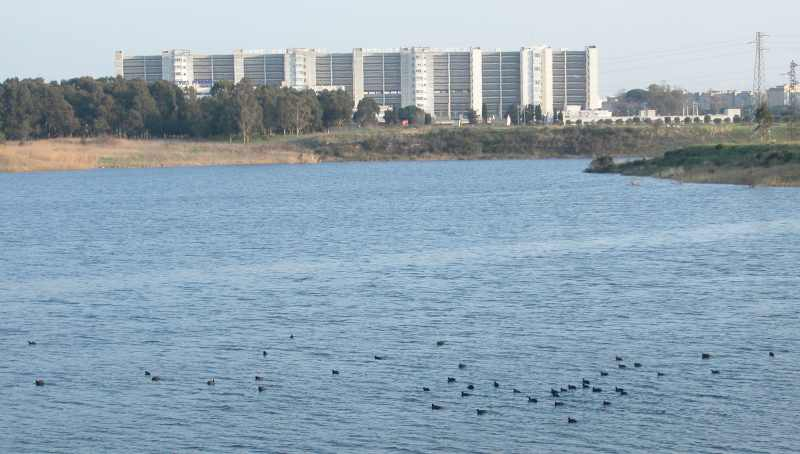
Le bassin Cillarese avec, en arrière-plan, l'hôpital Perrino de Brindisi.

À l'origine, il s'agissait d'un marécage assaini en 1980 grâce à la construction d'un réservoir artificiel, créé grâce aux fonds de la Cassa del Mezzogiorno, pour approvisionner en eau les industries locales. Quelques années après la construction du barrage, le réservoir est devenu un habitat naturel pour diverses espèces d'oiseaux aquatiques résidents et une destination pour de nombreux oiseaux migrateurs.
Actuellement, la zone est soumise à des restrictions naturalistes en tant qu'« oasis de protection de la faune » (DPGR no 376 du 6 août 1992).
Le site a également été déclaré site d'intérêt régional (SIR; code IT9140012), dans le cadre du projet réalisé par le Ministère de l'Environnement pour étudier les biotopes faisant partie du Réseau Natura 2000, en application de la Directive habitats (directive 92/43/CEE).
La zone fait partie des zones humides indiquées par l'Institut national de la faune pour effectuer chaque année le recensement des oiseaux aquatiques hivernants (indicatif régional : BR0501).
En outre, une procédure est en cours pour la reconnaissance du statut de parc urbain par la municipalité de Brindisi, conformément à la LR n.19 de 1997 (« Règlement pour la création et la gestion des espaces naturels protégés dans la région des Pouilles »).

## Territoire
L'ensemble de la zone s'étend sur environ 170 ha, dont environ 100 sont occupés par le plan d'eau, entouré de cultures. Il y a aussi la forêt de conifères de Cillarese. Les eaux usées de la zone de Cillarese sont évacuées par un canal homonyme dans le Seno di Ponente.
D'une profondeur d'environ 3 m il est alimenté, entre autres apports, par les eaux vives  provenant des communes de la province situées à l'ouest de la capitale, ainsi que par les précipitations constantes qui se produisent dans la région.

## Faune
Au fil du temps, la zone est devenue une zone d'hivernage et de nidification importante le long des routes migratoires de nombreuses espèces d'oiseaux aquatiques, dont le rare fuligule nyroca (Aythya nyroca) et d'autres Anatidae tels que le fuligule milouin (Aythya ferina), le canard souchet (Spatula clypeata), la foulque macroule (Fulica atra). D'autres espèces signalées sont l'aigrette garzette (Egretta garzetta), le héron cendré (Ardea cinerea), le grèbe castagneux (Tachybaptus ruficollis) et le grèbe huppé (Podiceps cristatus). La grande Aigrette (Ardea alba) et le héron garde-bœufs (Bubulcus ibis) ont également été observés occasionnellement. Au printemps, la présence de la grue cendrée (Grus grus) et de la cigogne blanche (Ciconia ciconia) est également souvent signalée. Enfin, parmi les rapaces, il faut citer le balbuzard pêcheur (Pandion haliaetus) et le busard cendré (Circus pygargus). De nombreux amphibiens (grenouilles, crapauds, salamandres, etc.) et reptiles dont la cistude, la couleuvre à collier… Parmi les mammifères les plus communs figurent les renards, les lièvres, les martres, les hérissons et les sangliers.

### Autres projets
- Aree naturali protette della Puglia (it)